# NOISE―voice of snow―
『NOISE ―voice of snow―』（ノイズ ボイスオブスノウ）は、2011年8月26日にOperettaから発売されたパソコン用恋愛アドベンチャーゲーム。

## 概要
Operetta作品として、『NOISE ―voice of snow―』は第2作目に該当する。
ヒロインには光闇値が設定されており、光と闇の割合によって光と闇の2つのルートに分かれるというシステムが採用されている。光ルートは組織を見守りつつもヒロインが男性キャラクターたちと恋愛を繰り広げる内容になっている一方、闇ルートは組織の一員として闘いに身を投じつつもヒロインが大人の恋愛をしていくという内容になっている。

## あらすじ
王の暴政とそれに対抗する民衆の反乱により王政が廃されたネフィル王国。
王政に代わり、ディクス家とダイオス家という裏社会の巨頭が表舞台に上がってきた。
2つの家は互いにいがみ合い、世の中の混乱は深まるばかりだった。
王政がすたれてから10年後、激動の時代をまっすぐに生きる孤児のマナは、幼いころ生き別れになった兄を探していた。
そして、17歳になったある日、マナは闇市で買われるという形でディクス家に引き取られることになった。

## 登場人物
マナ
本作のヒロインで、容姿は母は譲り。母は歌使いという特殊能力者だったが、マナはその能力には目覚めていない。

### ディクス家
ギルフォード
声 - 箭内仁
ディクス家のボスで、闇市にてマナを買った張本人。魔銃の扱いに長けている。
ロウ
声 - 代永翼
ディクス家幹部で、ディクス家入りしたマナの兄貴分。陽気な人物だが、冷静かつ非情に仕事をこなす。魔銃を苦手とする反面、二つの刀を操ることに長けており、彼の刀は牙にたとえられている。
セラヴィス
声 - 牧野秀紀
ディクス家のナンバー2である赤毛の男。財政管理がメインなため戦闘に駆り出されることはないが、魔法を使うことができる。嫌味を言う時以外は表情を変えることがなく、ロウから陰険糞メガネよばわりされている。
ウィズレイ
声 - 新藤涼平
ディクス家のナンバー2である金髪の男。かつてはギルフォードの兄貴分で、現在では彼の親友兼有能な部下としてディクス家を支えている。面倒見の良い人物であり、無口なギルフォードに代わり弟分たちの相談にも乗っている。
ローズ
声 - 立石めぐみ
ディクス家の一員であるブレイドで、先端をとがらせるように縦ロールにした髪型が特徴。勝気ながらも恋に純情な一面の持ち主。
カルヴァン
声 - 前田俊文
ディクス家の幹部の一人で、ローズの父。

### ダイオス家
ガレル
声 - 高中宏之
ダイオス家の首領で、左目に眼帯をしている。組織の発展に尽力する中妻を失い、息子から恨みを買っている。

### その他
カミル
声 - 成澤卓
花売りの青年。
レイム
声 - 雪代綾乃
名家・リード家の嗣子である金髪碧眼の少年。マナとの出会いによりディクス家にかかわることとなる。
ヴィネ
声 - 櫻井トオル
マナが町で出会った青年。耳と唇のピアスが特徴で、危険な雰囲気を醸し出しているが、実際は優しい一面も持っている。
ヒューイ
声 - 脇麻沙未
マナの孤児院時代の知人。
アル爺
声 - 高中宏之
マナの友人である老人。
ロザリア
声 - 脇麻沙未
アル爺の娘で、父の看護に疲れてやつれている。
イリス
声 - 木下鈴奈
レイムの母。息子を愛しているがゆえ厳格な教育を施すのが最善と考えている。
リード伯爵
声 - 林友博
レイムの父。妻同様息子に対して厳格であるよう努めている。

## 用語
ゴフェル
本作の舞台となる世界。
ローチ
現実世界でいうマフィアに該当する存在。組織内の部隊はペイルと呼ばれており、正式な構成員はブレイドと呼ばれている。
リリン
ゴフェル内で流通する違法ドラッグ。服用すると式が見えるが、乱用すると身体的・精神的破綻を起こす"壊理"という状態に陥る。"壊理"は産まれた子にも遺伝し、その子供は"壊子"と呼ばれる。
式
ゴフェルを構成する存在。
ノア聖教
ゴフェル内で信じられている宗教。
歌使い
声によって様々な現象を起こす能力を持った人々で、ノア聖教から迫害を受けている。

## スタッフ
- メインシナリオ:松竹梅
- 原画:つきのおまめ

## 主題歌
- オープニングテーマ「SNOW NOTE」（歌 - AYUTRICA）